# Kis rézkakukk
A kis rézkakukk (Chrysococcyx minutillus) a madarak osztályának kakukkalakúak (Cuculiformes) rendjébe, ezen belül a kakukkfélék (Cuculidae) családjába tartozó faj.

## Előfordulása
Ausztrália, Indonézia, Kambodzsa, Malajzia, Pápua Új-Guinea, Szingapúr, Thaiföld és Vietnám nedves trópusi és szubtrópusi alföldi erdeiben honos.

## Alfajai
- Chrysococcyx minutillus peninsularis – (Parker, 1981)
- Chrysococcyx minutillus albifrons – (Junge, 1938) - Szumátra északi része és Jáva nyugati területei.
- Chrysococcyx minutillus cleis – (Parker, 1981)
- Chrysococcyx minutillus aheneus – (Junge, 1938)
- Chrysococcyx minutillus jungei – (Stresemann, 1938)
- Chrysococcyx minutillus rufomerus – (Hartert, 1900)
- Chrysococcyx minutillus crassirostris – (Salvadori, 1878)
- Chrysococcyx minutillus salvadorii – (Hartert & Stresemann, 1925)
- Chrysococcyx minutillus misoriensis – (Salvadori, 1875)
- Chrysococcyx minutillus poecilurus – (G. R. Gray, 1862)
- Chrysococcyx minutillus minutillus – (Gould, 1859)
- Gould-rézkakukk (Chrysococcyx minutillus russatus) – (Gould, 1868)
- Chrysococcyx minutillus barnardi – (Mathews, 1912)

## Megjelenése
A világ legkisebb kakukkfaja, testhossza 15 centiméter és testsúlya 17 gramm.

## Külső hivatkozások
- Képek az interneten a fajról
- Ibc.lynxeds.com - videó a fajról